# Carinthian Falcons
I Carinthian Falcons sono stati una squadra di football americano; fondati a Feldkirchen in Kärnten come Feldkirchen Falcons, in Austria, nel 2000, si sono trasferiti a Klagenfurt am Wörthersee l'anno successivo, assumendo il nome definitivo.
Nel 2005 si sono fusi fusa con i Carinthian Black Lions e con i Carinthian Cowboys, per fondare quelli che nel 2008 si chiameranno Black Lions.

## Dettaglio stagioni

### Tackle football

#### Tornei nazionali

##### AFL
| Stagione | regular season | regular season | regular season | regular season | regular season | regular season | playoff | playoff | playoff | playoff | playoff | playoff   | playoff    |
|          | Vin            | Par            | Per            | Tot            | PF             | PS             | Vin     | Per     | Tot     | PF      | PS      | risultato | avversaria |
| -------- | -------------- | -------------- | -------------- | -------------- | -------------- | -------------- | ------- | ------- | ------- | ------- | ------- | --------- | ---------- |
| 2004     | 0              | 0              | 6              | 6              | 64             | 267            | -       | -       | -       | -       | -       | -         | -          |
| Totale   | 0              | 0              | 6              | 6              | 64             | 267            | -       | -       | -       | -       | -       |           |            |

Fonti: Enciclopedia del Football - A cura di Roberto Mezzetti